# Luenell
Luenell Campbell (nacida el 12 de marzo de 1959) conocida simplemente como Luenell, es una comediante y actriz estadounidense.

## Carrera
A principios de la década de 1990, Luenell hacía apariciones regularmente en Soul Beat TV, en la emisora de cable KSBT en Oakland (California), junto con el destacado periodista afroamericano Chauncey Bailey, entrevistador y tertuliano del programa.

## Filmografía

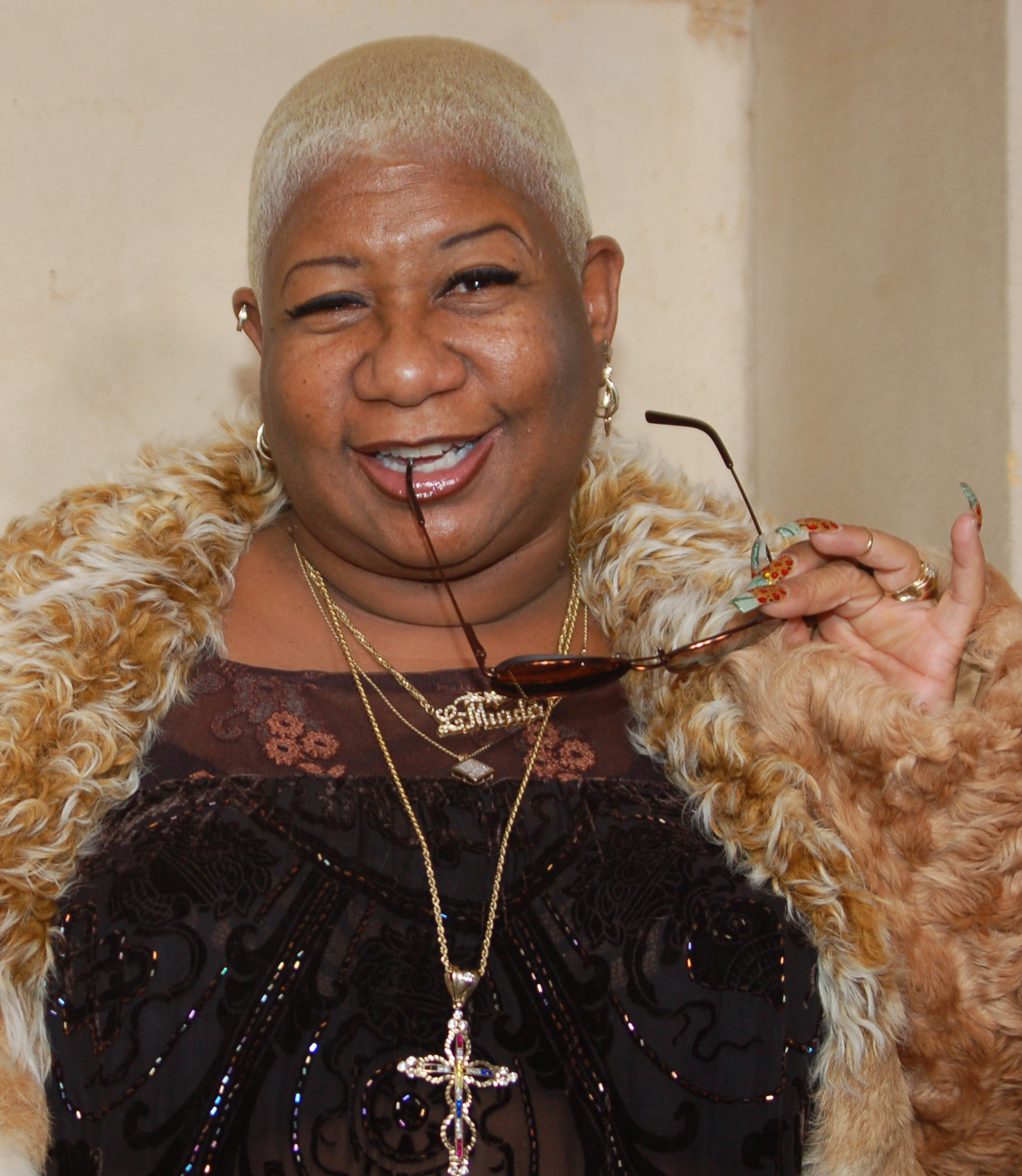
Luenell en diciembre de 2010

### Cine
| Año  | Título                           | Papel                              | Notas            |
| ---- | -------------------------------- | ---------------------------------- | ---------------- |
| 1993 | So I Married an Axe Murderer     | Oficial de Registros de la Policía |                  |
| 1996 | The Rock                         | Turista mujer                      |                  |
| 2004 | Never Die Alone                  | Jasper                             |                  |
| 2006 | Borat                            | Luenell                            |                  |
| 2007 | Katt Williams: American Hustle   | Ella misma                         | Video documental |
| 2009 | Spring Breakdown                 | Prostituta                         |                  |
| 2009 | All About Steve                  | Protestante Lydia                  |                  |
| 2011 | 35 and Ticking                   | Donya                              |                  |
| 2012 | Think Like a Man                 | Tía Winnie                         |                  |
| 2012 | That's My Boy                    | Champale                           |                  |
| 2012 | Mac & Devin Go to High School    | Principal Cummings                 |                  |
| 2012 | Taken 2                          | Instructora de manejo              |                  |
| 2012 | Hotel Transylvania               | Cabeza reducida                    | Voz              |
| 2013 | Dealin' with Idiots              | Big Time Sara                      |                  |
| 2014 | Think Like a Man Too             | Tía Winnie                         |                  |
| 2014 | School Dance                     | Mamma Tawanna                      |                  |
| 2015 | Hotel Transylvania 2             | Cabeza reducida                    | Voz              |
| 2016 | The Comedian's Guide to Survival | Ella misma                         |                  |
| 2018 | A Star Is Born                   | Cajera                             |                  |
| 2019 | Dolemite Is My Name              | Tía                                |                  |
| 2021 | Coming 2 America                 | Livia                              |                  |
| TBA  | All-Star Weekend                 | Monique                            |                  |

### Televisión
| Año     | Título                            | Papel                                 | Notas                                                                      |
| ------- | --------------------------------- | ------------------------------------- | -------------------------------------------------------------------------- |
| 1996    | Nash Bridges                      | Reportera de coches en la calle       | Episodio: "Vanishing Act"                                                  |
| 2004    | The Tracy Morgan Show             | Mujer en sombrero                     | Episodio: "Church"                                                         |
| 2008    | Head Case                         | Twinkle Finkelstein                   | Episodio: "Come Together"                                                  |
| 2008    | Reality Bites Back                | Herself                               | Episodio: ″Episode 2″                                                      |
| 2008    | Chocolate News                    | Madre de Candleabra/ Monica Jefferson | Episodio: "Episode #1.5" & "Episode #1.9"                                  |
| 2009    | The Tony Rock Project             | Ella misma                            | Episodio: "Episode #1.7"                                                   |
| 2009-14 | Californication                   | Rhonda                                | Reparto recurrente: Temporada 3, Invitado: Temporada 7                     |
| 2010    | The Boondocks                     | Nellie Ruckus                         | Episodio: "The Color Ruckus"                                               |
| 2011    | Funny or Die Presents             | Ella misma                            | Episodio: "Episode #2.6"                                                   |
| 2011    | Breaking In                       | Señora del camión de comida           | Episodio: "Tis Better to Have Loved and Flossed"                           |
| 2011    | It's Always Sunny in Philadelphia | Siluro                                | Episodio: "The ANTI-Social Network"                                        |
| 2011    | The Middle                        | Mujer de seguridad                    | Episodio: "Hecks on a Plane"                                               |
| 2012    | DTLA                              | Racine                                | Episodio: "Episode #1.5"                                                   |
| 2014    | Black Dynamite                    | Moms Mabley (voz)                     | Episodio: "Sweet Bill's Badass Singalong Song or Bill Cosby Ain't Himself" |
| 2015    | Lucas Bros. Moving Co.            | DMV Lady (voz)                        | Episodio: "Lucas Burgers" & "Escape from Momma"                            |
| 2015    | Raising Whitley                   | Ella misma                            | Episodio: "Beauty Shop Returns"                                            |
| 2015    | Breaking In                       | Señora del camión de comida           | Episodio: "Tis Better to Have Loved and Flossed"                           |
| 2015    | Axe Cop                           | Waitress                              | Episodio: "Axe Cop Saves God"                                              |
| 2015    | Black Jesus                       | Laverne                               | Episodio: "Tasty Tudi's"                                                   |
| 2016    | Bunnicula                         | Esposa de Ted                         | Episodio: "Alligator Tears"                                                |
| 2017    | Lopez                             | Srta. Wendy                           | Reparto recurrente                                                         |
| 2018    | The Middle                        | Mujer de seguridad                    | Episodio: "A Heck of a Ride, Part Two"                                     |
| 2019    | Black Jesus                       | Laverne                               | Episodio: "Hair Tudi"                                                      |
| 2020    | The Last O.G.                     | Tía Elaine                            | Episodio: "Family Feud"                                                    |
| 2020    | Game On: A Comedy Crossover Event | Peaches                               | Episodio: "Family Reunion: Remember the Family's Feud?"                    |
| 2020    | Power Book II: Ghost              | Ms. Richards                          | Episodio: "Family First"                                                   |
| 2021    | Dad Stop Embarrassing Me!         | Sheila                                | Episodio: "BlackPeopleDontGoToTherapy"                                     |
| 2021    | Hacks                             | Miss Loretta                          | Episodio: "New Eyes"                                                       |
| 2021    | Ten Year Old Tom                  | Señora del almuerzo (voz)             | Reparto                                                                    |